# بريتش ريل كلاس 221 (قطار)
بريتش ريل كلاس 221 (بالإنجليزية: British Rail Class 221)‏ هي فئة من قطارات النقل الكهربائي الموجودة في بلجيكا وبريطانيا وهي من القطارات الحديثة، كما أن عرباتها تختلف عن باقي العربات الأخرى بشكلها المميز.